# غوستاف شتولبر
غوستاف شتولبر (بالألمانية: Gustav Stolper) (25 يوليو 1888 - 27 ديسمبر 1947) هو صحافي وسياسي وعالم اقتصاد ألماني - نمساوي. 

## روابط خارجية
- غوستاف ستولبر على موقع مونزينجر (الألمانية)

- غوستاف شتولبر على موقع فايند أغريف